# The American
The American é um filme americano do gênero suspense de 2010 dirigido por Anton Corbijn e estrelado por George Clooney, Thekla Reuten, Violante Placido, Irina Björklund e Paolo Bonacelli. O roteiro de Rowan Joffé é uma adaptação do romance de 1990 A Very Private Gentleman, de Martin Booth. O filme estreou em 1 de setembro de 2010.

## Enredo
Como um assassino, Jack (Clooney) está sempre viajando, e sozinho. Depois que um trabalho na Suécia termina de forma inesperada, Jack decide se aposentar e viajar para a Itália, mas antes aceita uma última missão, a tarefa de construir uma arma para um contato misterioso, Mathilde (Reuten). Refugiado em uma pequena cidade medieval, Jack torna-se amigo do padre da região, Padre Benedetto (Bonacelli) e inicia uma forte ligação com a bela Clara (Placido). Eles se envolvem num tórrido romance aparentemente inofensivo. Mas renegando seu passado, Jack pode estar fugindo do seu destino.